# Zastava oružje
Zastava Arms (srbsko Zastava oružje oz. Застава оружје) je  edini večji proizvajalec orožja v Srbiji.

## Zgodovina
Proizvodnja orožja v Kragujevcu ima dolgo tradicijo in sega v čase, ko je dal knez Aleksander Karađorđević iz Beograda v Kragujevac preseliti livarno, za ustanovitev podjetja pa se šteje leto 1853, ko je bil vlit prvi top.

## Civilni program
Športne puške
- Zastava LK M70
- Zastava LK M85
- Zastava LK M70 Battue
- Zastava LK M70 Stainless Steel
- Zastava LK M70/M85 Superior Grade
- Zastava LK M70/M85 Lux
- Zastava LK M70/M85 Mannlicher
- Zastava LKP 96A
- Zastava LKP 66
- Zastava LK M76
- Zastava LK M59/66
- Zastava LK M70/M85 Exclusive
- Zastava LK M48/24, M48/63
- Zastava LK 65 Long
- Zastava VP81
- Zastava VP97
- Zastava MP22R
- Zastava MP22R Mannlicher
- Zastava MP22 WMRF Mannlicher

Potezne šibrovke
- Zastava LP M91
- Zastava LP M91 Exclusive
- Zastava LP M80
- Zastava LP M80 Exclusive
- Zastava LP 12 PA
- Zastava LP 12 PAS

Pištole
- Zastava P25 Black Lady
- Zastava M57
- Zastava M70A Lux
- Zastava M88
- Zastava CZ99
- Zastava CZ99 Compact G
- Zastava CZ999
- Zastava Top 20
- Zastava CZ05

Revolverji
- Zastava R357
- Zastava R44 King Kraguj

## Vojaški program
Jurišne puške
- Zastava M21
- Zastava M70
- Zastava M77
- Zastava M80A
- Zastava M85/M90
- Zastava M92

Mitraljezi
- Zastava M72
- Zastava M77
- Zastava M84
- Zastava M86
- Zastava M87

Ostrostrelne puške
- Zastava M76
- Zastava M91
- Zastava M93 »Črna puščica«

Avtomatični bombometi
- Zastava BGA 30mm